# Szamoa a 2024. évi nyári olimpiai játékokon
Szamoa a franciaországi Párizsban megrendezett 2024. évi nyári olimpiai játékok egyik részt vevő nemzete. Az országot az olimpián 9 sportágban 24 sportoló képviseli.

## Atlétika
Férfi
| Versenyző | Versenyszám   | Selejtező | Selejtező | Döntő    | Döntő    |
| Versenyző | Versenyszám   | Eredmény  | Helyezés  | Eredmény | Helyezés |
| --------- | ------------- | --------- | --------- | -------- | -------- |
| Alex Rose | Diszkoszvetés | 62,88 m   | 12.       | 61,89 m  | 12.      |

## Birkózás

### Férfi
Szabadfogású
| Versenyző    | Versenyszám | Selejtező         | Nyolcaddöntő      | Negyeddöntő       | Elődöntő          | Vigaszág első kör | Vigaszág elődöntő | Bronz- mérkőzés   | Döntő             | Helyezés |
| Versenyző    | Versenyszám | Ellenfél Eredmény | Ellenfél Eredmény | Ellenfél Eredmény | Ellenfél Eredmény | Ellenfél Eredmény | Ellenfél Eredmény | Ellenfél Eredmény | Ellenfél Eredmény | Helyezés |
| ------------ | ----------- | ----------------- | ----------------- | ----------------- | ----------------- | ----------------- | ----------------- | ----------------- | ----------------- | -------- |
| Gaku Akazawa | 65 kg       |                   |                   |                   |                   |                   |                   |                   |                   |          |

## Cselgáncs
Férfi
| Versenyző       | Versenyszám | Selejtező         | 32-es főtábla                     | Nyolcaddöntő      | Negyeddöntő       | Elődöntő          | Vigaszág elődöntő | Bronz- mérkőzés   | Döntő             | Helyezés |
| Versenyző       | Versenyszám | Ellenfél Eredmény | Ellenfél Eredmény                 | Ellenfél Eredmény | Ellenfél Eredmény | Ellenfél Eredmény | Ellenfél Eredmény | Ellenfél Eredmény | Ellenfél Eredmény | Helyezés |
| --------------- | ----------- | ----------------- | --------------------------------- | ----------------- | ----------------- | ----------------- | ----------------- | ----------------- | ----------------- | -------- |
| William Tai Tin | Könnyűsúly  |                   | Andrew Thomas Mlugu (TAN) · 01-10 | kiesett           | kiesett           | kiesett           | kiesett           | kiesett           | kiesett           | 17.      |

## Kajak-kenu

### Síkvízi
Férfi
| Versenyző      | Versenyszám        | Előfutam | Előfutam | Negyeddöntő | Negyeddöntő | Elődöntő | Elődöntő | Döntő   | Döntő   | Döntő    | Helyezés |
| Versenyző      | Versenyszám        | Idő      | Hely.    | Idő         | Hely.       | Idő      | Hely.    | Típus   | Idő     | Helyezés | Helyezés |
| -------------- | ------------------ | -------- | -------- | ----------- | ----------- | -------- | -------- | ------- | ------- | -------- | -------- |
| Tuva'a Clifton | Kajak egyes 1000 m | 3:54,49  | 6.       | 3:55,20     | 7.          | kiesett  | kiesett  | kiesett | kiesett | kiesett  | kiesett  |

Női
| Versenyző        | Versenyszám       | Előfutam | Előfutam | Negyeddöntő | Negyeddöntő | Elődöntő | Elődöntő | Döntő   | Döntő   | Döntő    | Helyezés |
| Versenyző        | Versenyszám       | Idő      | Hely.    | Idő         | Hely.       | Idő      | Hely.    | Típus   | Idő     | Helyezés | Helyezés |
| ---------------- | ----------------- | -------- | -------- | ----------- | ----------- | -------- | -------- | ------- | ------- | -------- | -------- |
| Samalulu Clifton | Kajak egyes 500 m | 2:01,12  | 7.       | 1:59,64     | 8.          | kiesett  | kiesett  | kiesett | kiesett | kiesett  | kiesett  |

## Ökölvívás
Férfi
| Versenyző                   | Versenyszám | Nyolcaddöntő                    | Negyeddöntő       | Elődöntő          | Döntő             | Helyezés |
| Versenyző                   | Versenyszám | Ellenfél Eredmény               | Ellenfél Eredmény | Ellenfél Eredmény | Ellenfél Eredmény | Helyezés |
| --------------------------- | ----------- | ------------------------------- | ----------------- | ----------------- | ----------------- | -------- |
| Ato Leau Plodzicki-Faoagali | Nehézsúly   | Victor Schelstraete (BEL) · 0-5 | kiesett           | kiesett           | kiesett           | 9.       |

## Rögbi

### Férfi
| Szamoai férfi rögbi-játékoskeret                                                                          | Szamoai férfi rögbi-játékoskeret                                                                    |
| --- | --------------------------------------------------------------------------------------------------- |
| - Vaovasa Afa - Faafoi Falaniko - Faamaoni Jnr Lalomilo - Neueli Leitufia - BJ Telefoni Lima - Tom Maiava | - Vaa Apelu Maliko - Alamanda Motuga - Taunuu Niulevaea - Steve Onosai - Motu Opetai - Paul Scanlan |

#### Eredmények
B csoport
| Hely. | Csapat              | M | Gy | D | V | P+ | P– | Pk  | P | Továbbjutás              |
| ----- | ------------------- | - | -- | - | - | -- | -- | --- | - | ------------------------ |
| 1.    | Ausztrália (AUS)    | 3 | 3  | 0 | 0 | 64 | 35 | +29 | 9 | Bejutott a negyeddöntőbe |
| 2.    | Argentína (ARG)     | 3 | 2  | 0 | 1 | 73 | 46 | +27 | 7 | Bejutott a negyeddöntőbe |
| 3.    | Nyugat-Szamoa (SAM) | 3 | 1  | 0 | 2 | 52 | 49 | +3  | 5 | Kiesett                  |
| 4.    | Kenya (KEN)         | 3 | 0  | 0 | 3 | 19 | 78 | −59 | 3 | Kiesett                  |

| 2024. július 24. 15:30 |       | Ausztrália (AUS) | 21–14 | Nyugat-Szamoa (SAM) |  | Stade de France, Saint-Denis |
| 2024. július 24. 15:30 | (7–7) |                  |       |                     |  | Stade de France, Saint-Denis |

| 2024. július 24. 19:30 |        | Argentína (ARG) | 28–12 | Nyugat-Szamoa (SAM) |  | Stade de France, Saint-Denis |
| 2024. július 24. 19:30 | (21–0) |                 |       |                     |  | Stade de France, Saint-Denis |

| 2024. július 25. 14:00 |       | Nyugat-Szamoa (SAM) | 26–0 | Kenya (KEN) |  | Stade de France, Saint-Denis |
| 2024. július 25. 14:00 | (5–0) |                     |      |             |  | Stade de France, Saint-Denis |

9–12. helyért
| 2024. július 25. 20:00 |        | Nyugat-Szamoa (SAM) | 42–7 | Japán (JPN) |  | Stade de France, Saint-Denis |
| 2024. július 25. 20:00 | (14–7) |                     |      |             |  | Stade de France, Saint-Denis |

9. helyért
| 2024. július 27. 17:00 |       | Nyugat-Szamoa (SAM) | 5–10 | Kenya (KEN) |  | Stade de France, Saint-Denis |
| 2024. július 27. 17:00 | (0–5) |                     |      |             |  | Stade de France, Saint-Denis |

| Csapat              | Helyezés |
| ------------------- | -------- |
| Nyugat-Szamoa (SAM) | 10.      |

## Súlyemelés
Férfi
| Versenyző   | Versenyszám | Szakítás | Szakítás | Lökés    | Lökés    | Összesen | Helyezés |
| Versenyző   | Versenyszám | Eredmény | Helyezés | Eredmény | Helyezés | Összesen | Helyezés |
| ----------- | ----------- | -------- | -------- | -------- | -------- | -------- | -------- |
| Don Opeloge | 102 kg      |          |          |          |          |          |          |

Női
| Versenyző       | Versenyszám | Szakítás | Szakítás | Lökés    | Lökés    | Összesen | Helyezés |
| Versenyző       | Versenyszám | Eredmény | Helyezés | Eredmény | Helyezés | Összesen | Helyezés |
| --------------- | ----------- | -------- | -------- | -------- | -------- | -------- | -------- |
| Iuniarra Sipaia | +81 kg      |          |          |          |          |          |          |

## Úszás
Férfi
| Versenyző        | Versenyszám | Előfutam | Előfutam | Előfutam | Elődöntő | Elődöntő | Elődöntő | Döntő   | Döntő    |
| Versenyző        | Versenyszám | Idő      | Hely.    | Össz.    | Idő      | Hely.    | Össz.    | Idő     | Helyezés |
| ---------------- | ----------- | -------- | -------- | -------- | -------- | -------- | -------- | ------- | -------- |
| Johann Stickland | 100 m gyors | 52,94    | 8.       | 66.      | kiesett  | kiesett  | kiesett  | kiesett | kiesett  |

Női
| Versenyző   | Versenyszám | Előfutam | Előfutam | Előfutam | Elődöntő | Elődöntő | Elődöntő | Döntő   | Döntő    |
| Versenyző   | Versenyszám | Idő      | Hely.    | Össz.    | Idő      | Hely.    | Össz.    | Idő     | Helyezés |
| ----------- | ----------- | -------- | -------- | -------- | -------- | -------- | -------- | ------- | -------- |
| Kaiya Brown | 50 m gyors  | 28,31    | 7.       | 48.      | kiesett  | kiesett  | kiesett  | kiesett | kiesett  |

## Vitorlázás
Férfi
| Versenyző    | Versenyszám    | Futam | Futam | Futam | Futam | Futam | Futam | Futam | Futam | Futam   | Pontszám | Helyezés |
| Versenyző    | Versenyszám    | 1     | 2     | 3     | 4     | 5     | 6     | 7     | 8     | É       | Pontszám | Helyezés |
| ------------ | -------------- | ----- | ----- | ----- | ----- | ----- | ----- | ----- | ----- | ------- | -------- | -------- |
| Eroni Leilua | ILCA 7 (Laser) | 42    | 41    | 43    | 42    | 39    | 39    | 31    | 40    | kiesett | 274      | 42.      |

Női
| Versenyző       | Versenyszám           | Futam | Futam | Futam | Futam | Futam | Futam | Futam | Futam | Futam | Futam   | Pontszám | Helyezés |
| Versenyző       | Versenyszám           | 1     | 2     | 3     | 4     | 5     | 6     | 7     | 8     | 9     | É       | Pontszám | Helyezés |
| --------------- | --------------------- | ----- | ----- | ----- | ----- | ----- | ----- | ----- | ----- | ----- | ------- | -------- | -------- |
| Vaimooia Ripley | ILCA 6 (Laser radial) | 42    | 41    | 43    | 40    | 38    | 39    | 44    | 39    | 43    | kiesett | 325      | 43.      |